# Ernest Mabouka
Ernest Mabouka (Duala, 16 de junho de 1988) é um ex-futebolista Camaronês que atuava como lateral.

## Seleção
Ernest Mabouka representou o elenco da Seleção Camaronesa de Futebol no Campeonato Africano das Nações de 2017.

## Títulos
Žilina
- Campeonato Eslovaco: 2016–17

Camarões
- Campeonato Africano das Nações: 2017